# Xã Ludlow, Quận Allamakee, Iowa
Xã Ludlow (tiếng Anh: Ludlow Township) là một xã thuộc quận Allamakee, tiểu bang Iowa, Hoa Kỳ. Năm 2010, dân số của xã này là 585 người.